# Barsden (Pillkallen)
Barsden, litauisch Barzdai, ist ein verlassener Ort im Rajon Krasnosnamensk der russischen Oblast Kaliningrad.
Die Ortsstelle befindet sich sechseinhalb Kilometer westnordwestlich von Kutusowo (Schirwindt) zwei Kilometer nördlich der Regionalstraße 27A-012 (ex R 509), von der eine Nebenstraße dorthin abzweigt. Über die Haltepunkte Naujehnen/Rotfelde (eineinhalb Kilometer nordwestlich) und Lindicken (eineinhalb Kilometer nordöstlich) hatte Barsden Anschluss am nach Schirwindt führenden Strang der Pillkaller Kleinbahn, die seit 1945 nicht mehr betrieben wird.

## Geschichte

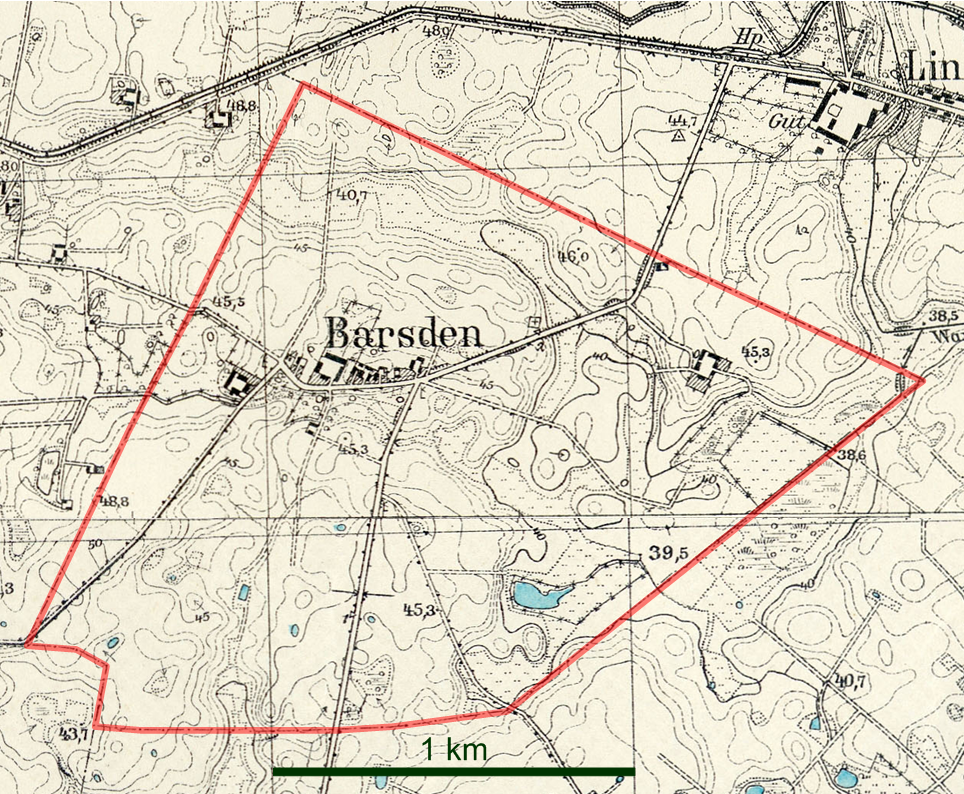
Die Gemeinde Barsden auf zwei Messtischblättern von 1936 und 1937

Um 1780 war Barsden, das auch Padambrucken genannt wurde, ein Schatulldorf. 1874 wurde die Landgemeinde Barsden in den neu gebildeten Amtsbezirk Pieraggen im Kreis Pillkallen eingegliedert. 1945 kam der Ort in Folge des Zweiten Weltkrieges mit dem nördlichen Ostpreußen zur Sowjetunion. Einen russischen Namen erhielt er nicht mehr.

### Einwohnerentwicklung
| Jahr | Einwohner |
| ---- | --------- |
| 1867 | 105       |
| 1871 | 101       |
| 1885 | 91        |
| 1905 | 102       |
| 1910 | 98        |
| 1933 | 106       |
| 1939 | 60        |

## Kirche
Barsden gehörte zum evangelischen Kirchspiel Schirwindt.